# Bottighofen
Bottighofen est une commune suisse du canton de Thurgovie, située dans le district de Kreuzlingen.

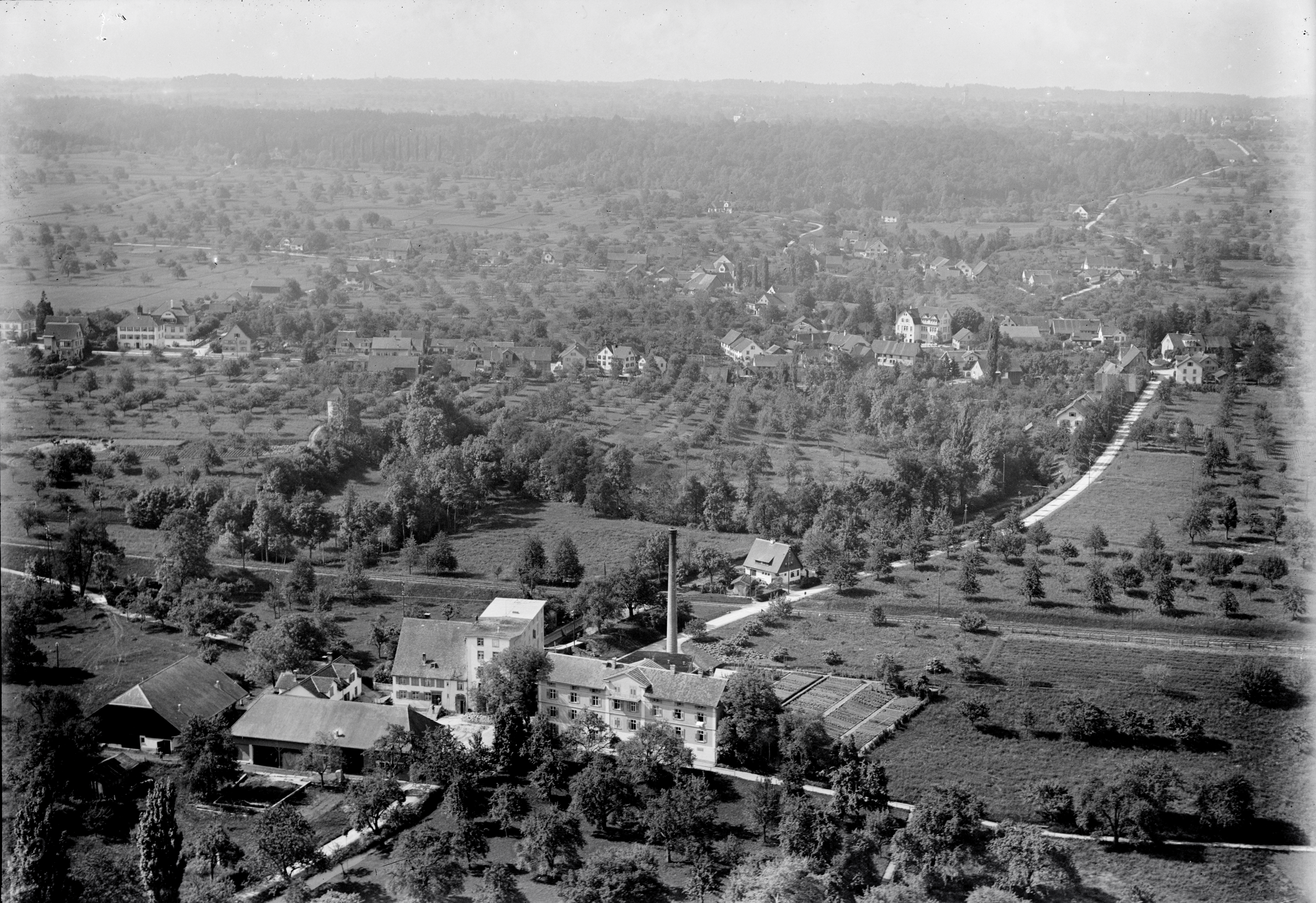
Photo aérienne prise à 300 m par Walter Mittelholzer (1924).